# المجمع المقدس للكنيسة المارونية
المجمع المقدس للكنيسة المارونية هو السلطة التشريعية في الكنيسة المارونية كما يمارس السلطة التنفيذية بعدد من القضايا، وتناط به مهام هامة للغاية مثل انتخاب البطريرك وانتخاب الأساقفة للأبرشيات الشاغرة. لم تعرف الكنيسة المارونية في تاريخها مجمعًا مقدسًا أو سينودس بالمعنى الشائع للكلمة وكما كان منتشراً في كنائس أخرى، قبل المجمع اللبناني الذي انعقد عام 1736. ويتبع النظام الداخلي الخاص بالكنائس الكاثوليكية الشرقية، وينبثق عنه عدد من اللجان والمؤسسات الفرعية لعل أشهرها هو مجلس المطارنة الموارنة.

## التاريخ

### قبل المجمع اللبناني
لم ينشأ مجمع خاص في الكنيسة المارونية كما هو متعارف عليه اليوم قبل إصلاحات المجمع اللبناني عام 1736، وحسب ما يتوفر من شهادات حول وضع الكنيسة في القرون الوسطى، فإن الموفد البابوي إليانو دنديني أواخر القرن السادس عشر يقول أن للموارنة بطريرك وستة مطارنة وستة أساقفة، وليس للأساقفة كرسي خاص أو أبرشية واضحة المعالم والحدود وذات استقلال مالي وإداري، وغالبًا ما كان الأساقفة رهبانًا يدعون مباشرة من الرهبنة إلى الأسقفية.
حسب وثيقة إليانو أيضًا، فإن ثلاثة من المطارنة لهم منصب نواب البطريرك، أحدهم يتولى شؤون الكرسي البطريركي الإدارية أو «الزمنيّة» أما الآخران فهما موفدان باسمه للرعايا البعيدة التي يتعذر على البطريرك زيارتها. أما المطارنة الثلاثة الآخرين فكانوا يقيمون في المدن الكبيرة والبعيدة عن جبل لبنان، فكان الأول يقيم في حلب والثاني في دمشق والثالث في قبرص. رغم هذا التوّزع قبل المجمع اللبناني، إلا أنه لايعتبر مجمعًا مقدسًا بالمعنى الحديث للكلمة، أو كما أقره مجمع ترنت في الكنيسة الكاثوليكية كان سائدًا في أغلب كنائس العالم خلال القرون الوسطى، إذ لم يكن هناك سلطة فعلية للأساقفة على الرعايا، بل هم أشبه بنواب البطريرك الذي يوجههم وفق إدارته الخاصة للكنيسة، ويقوم الشعب وأعيانه بدور رقابي على البطريرك إذ تشترط موافقة أعيان الشعب على مرشح البطريرك للأسقفية وكذلك فإن الأعيان يساعدون في انتخاب البطريرك مع الأساقفة. فسلطة البطريرك كانت مطلقة على الرعايا والأساقفة والكهنة والرهبانيات.

### المجمع اللبناني
يعتبر المجمع اللبناني الذي انعقد في دير سيدة اللويزة، الواقع غرب قرية ذوق مصبح كسروان جبل لبنان، وختم أعماله يوم 30 سبتمبر 1736 وأقرّ خمسمائة وثمانين قانو، ًا للكنيسة المارونية نقطة فاصلة في تاريخها، وقد صرّح البطريرك نصر الله بطرس صفير أن مسيرة الكنيسة المارونية قبل المجمع ليست كما أصبحت عليه بعده، ورآه المجمع الماروني الوحيد، إذ إن كافة المجامع السابقة كانت بمثابة إعداد له والمجامع الأحد عشر اللاحقة تفسيرًا ومحاولة تنفيذ مقرراته أو تلطيفها حسب الزمن. أثار المجمع ومنذ التحضير له ولقرون لاحقة جدلاً كبيرًا في أوساط الكنيسة بين من رآه تحديثًا مطلوبًا ومأسسة عصرية للكنيسة بين من وجده مليتنًا للكنيسة نازعًا إياها من إطار الكنائس المسيحية الشرقية.
وفيما يخصّ إدارة الكنيسة حد المجمع من سلطة البطريرك كثيرًا، وقسّم الكنيسة إلى ثمانية أبرشيات ملزمًا المطارنة بالسكن في أبرشياتهم، كما اعتبر الأساقفة هم السلطة العليا ضمن أبرشياتهم لا يحق للبطريرك التدخل فيها إلا في الشؤون الخطيرة وبرضى سائر الأساقفة، كما نصّ وللمرة الأولى على تكوين مجمع مقدس بالمعنى الحديث للكلمة في الكنيسة. ألزم المجمع اللبناني السينودس بالاجتماع كل ثلاث سنوات برئاسة البطريرك لمناقشة قضايا الطائفة واتخاذ القضايا اللازمة بشأنها، كما ترك للبطريرك إمكانية الدعوة لاجتماعات طارئة والمصادقة على نتائج مقررات المجمع؛ رغم ذلك فإنّ بعض البطاركة وقسمًا من رجال الدين الموارنة ظل معارضًا للحد من سلطة البطريرك، ومنح صلاحيات واسعة للأساقفة ومجمعهم. على صعيد الرهبنة أيضًا فقد ألغى المجمع سلطة البطريرك على الرهبنات وأتبع السلك مباشرة بالكرسي الرسولي؛ أما الأبرشيات الثمانية التي قررها المجمع فهي:
- الأبرشية البطريركية، وترك إدارتها المباشرة للبطريرك وتشمل كسروان وجبيل وبشري وزغرتا والكورة ودير الأحمر.
- أبرشية بيروت، والتي تشمل أيضًا عاليه وبعبدا وقسم من قضاء الشوف (القرى الشمالية من الشوف المعروفة بأقليم الحرف ومن بلدة الدامور الساحلية حتى خلدة).
- أبرشية صيدا وصور وتمتد من الشوف حتى حيفا.
- أبرشية البترون.
- أبرشية اللاذقية ومقرها في طرابلس الشام وتمتد من طرابلس حتى اللاذقية شمالاً بما فيها حمص وحماة ضمنًا.
- أبرشية حلب، وهي من الأبرشيات التاريخية السابقة للمجمع.
- أبرشية دمشق، وكان مقرها في كسروان ويقيم نائب للأسقف في دمشق.
- أبرشية قبرص، وتشمل أيضًا قضاء المتن في لبنان.
- أبرشية بعلبك، وتشمل بعلبك وزحلة والبقاع.
- وإلى جانب البطريرك ومطارنة الأبرشيات الثمانية، حدد المجمع خمسة أسقفيات شرفية يرأسها مطارنة بصفة نواب للبطريرك وهي أسقفيات شرفية على بانياس الشام وصارفية صيدا وعكا وعرقا وجبيل.[6]

### بعد المجمع اللبناني
لم يكن من السهل تطبيق مقررات المجمع التي لم تحظ بالإجماع أو التوافق، عقد البطريرك سمعان بطرس العواد ثلاثة مجامع أعوام 1744 و1747 و1755 لبحث آلية تنفيذ تقسيم الأبرشيات وترسيم حدودها ورسامة المطارنة ومراكز إقامتهم، وقام البطريرك طوبيا الخازم في 31 أغسطس 1756 بعقد مجمع رابع دعا المطارنة فيه إلى التقيد بقوانين المجمع اللبناني واحترام تقسيم الأبرشيات؛ أما مجمع غوسطا الذي عقد لمناسبة ثلاثين عامًا لعقد المجمع برئاسة البطريرك يوسف بطرس اسطفان، فقد حظر بشكل كامل تدخل الرهبان في خدمة الرعايا، ومن ثم في مجمع ميفوق عام 1780 تم عزل البطريرك واعتماد نسخة الترجمة اللاتينية لأعمال المجمع، بعد أن دبّ خلاف شديد بين الموارنة والكرسي الرسولي حول النسخة الرسمية العربية أم اللاتينية. وفي سبتمبر 1786 انعقد مجمع وطا الجوز في يوبيل المجمع اللبناني وألغى قانون سكن المطارنة في أبرشياتهم وألزمهم مجددًا الإقامة إلى جانب البطريرك، وقي مجمع سيدة اللويزة الذي انعقد في أبريل 1818 وفيه أقر مجددًا فصل الرهبنات المختلطة، تمت إعادة المطارنة إلى أبرشياتهم، لكن هذين المقررين لن يدخلا حيّز التنفيذ عمليًا حتى عهد البطريرك يوسف بطرس حبيش.
خلال مرحلة تطبيق المجمع والتي استمرت حتى عهد البطريرك حبيش، حصلت العديد من القلاقل في البطريركية، إذ عُزل بطريركان، وعيّن البابا بندكت الرابع عشر بطريركًا في 16 مارس 1743 بعد اختلاف المطارنة فانتخب بعضهم إلياس محاسب وبعضهم الآخر طوبيا الخازن، فعيّن البابا سمعان العواد بطريركًا. وتكرر الأمر في تموز/يوليو 1779 حين أصدر البابا بيوس السادس قرارًا بعزل البطريرك يوسف بطرس اسطفان، ولعلّ انقسام الرهبنة إلى فرعين عام 1770 من أبرز دلائل تلك المرحلة التي يرى فيها الأب بولس نعمان قيام بعض المطارنة والرهبان على البطريرك وتحزبهم ضد دوره التقليدي، إلى جانب الآثار السلبية التي تركها الموفدون البابويون.
انتهت مقررات المجمع اللبناني إلى التطبيق في القرن التاسع عشر وأصبح السينودس كما رسمه المجمع اللبناني جزءًا رئيسًا في إدارة الكنيسة، وفي سنة 1906 عُدل نظام الأبرشيات أيام البطريرك إلياس بطرس الحويك فقسمت أبرشية صور وصيدا إلى أبرشيتين مستقلتين، وفي سنة 1946 أصبحت مصر أبرشية قائمة بذاتها أيام البطريرك أنطون بطرس عريضة، وتتابع التقسيم أيام البطريركان بولس بطرس المعوشي وأنطون بطرس خريش، فأعيد تنظيم أبرشية دمشق عام 1960، وفصمت أبرشية اللاذقية ومركزها طرابلس الشام إلى قسمين الأول اسمه أبرشية اللاذقية ومقرها في طرطوس وتشمل المناطق السوريّة من الأبرشية، والثاني سمي أبرشية طرابلس عام 1979؛ وفي المرحلة ذاتها فصمت أبرشية زحلة ومعها البقاع وأصبحت أبرشية قائمة بذاتها، وفي عهد البطريرك نصر الله بطرس صفير تزايد عدد الأبرشيات، إذ فصم المتن عن أبرشية قبرص وأصبح أبرشية قائمة بذاته باسم أبرشية أنطلياس عام 1987 وأصبحت جبيل أبرشية قائمة بذاتها عام 1990 وليس جزءًا من الأبرشية البطريركية، وكذلك فقد استحدثت أبرشية المكسيك والأرجنتين، وعدد من أبرشيات المهجر، ويبلغ حاليًا عدد الأبرشيات المارونية سبعًا وعشرين أبرشية عدا الوكالات البطريركية التي يديرها مطارنة أيضًا.

## الواقع
يرأس المجمع المقدس البطريرك، ويشمل إلى جانب البطريرك مطارنة وأساقفة الأبرشيات إلى جانب مطارنة النيابات البطريركية والوكالات البطريركية والمطارنة المعينين بصفة زائر بطريركي أو مدبر بطريركي في الأبرشيات إلى جانب المطارنة المتقاعدين. بموجب الشرع الكنسي، فإنّ المطران يدخل سن التقاعد بسن 75 وينتقل من أبرشيته إلى بكركي. يبلغ عدد أعضاء المجمع 42 عضوًا، في حين عدد الأبرشيات المارونية 27 أبرشية.
| الأبرشية                          | الأسقف(2)                             | الأبرشية                          | الأسقف(2)              |
| --------------------------------- | ------------------------------------- | --------------------------------- | ---------------------- |
| الأبرشية البطريركيّة               | مار بشارة بطرس الراعي، بطريرك أنطاكية | الأبرشية البطريركية - نيابة صربا  | المطران غي بولس نجيم   |
| الأبرشية البطريركية - نيابة جونيه | المطران نبيل عنداري                   | الأبرشية البطريركية - نيابة الجبة | المطران فرنسيس البيسري |
| الأبرشية البطريركية - نيابة زغرتا | المطران سمير مظلوم                    | أبرشية طرابلس                     | المطران جورج بو جودة   |
| أبرشية البترون                    | المطران منير خير الله                 | أبرشية جبيل                       | المطران ميشال عون      |
| أبرشية أنطلياس                    | المطران كميل زيدان                    | أبرشية بيروت                      | المطران بولس مطر       |
| أبرشية صور                        | المطران شكرالله نبيل الحاج            | أبرشية صيدا                       | المطران الياس نصار     |
| أبرشية زحلة                       | المطران منصور حبيقة                   | أبرشية بعلبك                      | المطران سمعان عطاالله  |
| أبرشية دمشق                       | المطران سمير نصار                     | أبرشية حلب                        | المطران أنيس أبي عاد   |
| أبرشية اللاذقية                   | المطران إلياس سليمان                  | أبرشية قبرص                       | المطران يوسف سويف      |
| أبرشية حيفا                       | المطران بولس الصياح                   | أبرشية القاهرة                    | المطران فرانسوا عيد    |
| أبرشية الأرجنتين                  | المطران شربل مرعي                     | أبرشية البرازيل                   | المطران ادغار ماضي     |
| أبرشية المكسيك                    | المطران جورج أبي يونس                 | أبرشية بروكلين                    | المطران غريغوري منصور  |
| أبرشية لوس أنجلوس                 | المطران جون شديد                      | أبرشية كندا                       | المطران جوزيف الخوري   |
| أبرشية إستراليا                   | المطران انطوان-شربل طربيه             | ـــ                               | ـــ                    |

## الصلاحيات

### الصلاحيات العامة
تنظم شؤون الكنيسة المارونية بالشرع الخاص بالكنائس الكاثوليكية الشرقية والذي صدر في أعقاب المجمع الفاتيكاني الثاني وهو شبه موحد مع سائر الكنائس المسيحية الشرقية. بموجب هذا القانون، فإن المجمع المقدس يعتبر أعلى سلطة تشريعية في الكنيسة المارونية، وله الحق باتخاذ القرارات في جميع القضايا التي تمت للكنيسة بموافقة أعضاءه، غير أن الإبرام النهائي للقرارات يحتاج لموافقة البطريرك. في المقابل، فإن البطريرك لا يمكنه إصدار أي قانون أو تشريع خاص بالكنيسة دون موافقة المجمع المقدس. وفي حين يعتبر البطريرك السلطة التنفيذية العليا على مستوى البطريركية والمطارنة كل في أبرشيته السلطة العليا في الأبرشيات، فقد حفظ الشرع الشرقي بعض الصلاحيات للبطريرك وحده، مثل الدعوة لعقد مجمع محلي أو دعوة السينودس لاجتماع طارئ. وينبثق عن المجمع المقدس لجان فرعيّة تختص بقضايا بعينها ومنها اللجنة البطريركية للشؤون الطقسية واللجنة البطريركية لشؤون احتفالات يوبيل مار مارون.

### انتخاب البطريرك
تناط عملية انتخاب البطريرك بالمجمع المقدس حصرًا، بموجب الشرع الخاص بالكنائس الكاثوليكية الشرقية وسلسلة القوانين والقواعد السابقة التي ترقى لعهد المجمع اللبناني وقبله. بموجب القانون، فإنه ولدى شغور الكرسي البطريركي، يدعو رئيس المجمع وهو في هذه الحالة أكبر الأعضاء سنًا المجمع للانعقاد، ويحدد مكان الانعقاد وموعده، وبعد التئام المجمع يتحول انتخابه إلى خلوة سريّة، فلا يجوز إدخال أو إخراج أي وثائق أو وسائل إعلامية أو إجراء أي اتصال، كما يخضع المكان لحراسة مشددة تعود آلا الخازن حسب التقليد المتوارث من القرون الوسطى، ويقوم آل الخازن قبل كل مجمع انتخابي بانتخاب اثنين من رجالهما لتولي عملية الحراسة، التي تشمل أيضًا الاحتفاظ بمفاتيح الصرح البطريركي حتى تتم عملية الانتخاب. وبموجب الشرع الكنسي، يجب أن تتم عملية الانتخاب خلال خمسة عشر يومًا من بدء انعقاده وبثلثي الأصوات، وفإذا انقضت المهلة ولم يتم الأمر يعود لبابا روما تمديد مهمة المجمع خمسة عشر يومًا إضافية أو يقوم هو بنفسه بتعيين البطريرك. وعادة ما يحضر السفير البابوي في لبنان هذه الخلوات، كما حصل عام 2011، حين انتخب المجمع بشارة بطرس الراعي بطريركًا.

### دوره في تعيين المطارنة
بموجب الشرع الكنسي فإن المجمع المقدس في خلوته السنوية التي يعقدها في شهر يونيو ينتخب مطارنة وأساقفة للأبرشيات الشاغرة. لكن المهمة لا تحصر به، إذ يكتفي المجمع بالاقتراع لشغل المناصب في كل أبرشية، وتسجل أسماء الأشخاص الثلاثة الأعلى الذين حصلوا على أصوات عن كل مقعد وترسل القائمة إلى الفاتيكان، ويكون لترتيب الأسماء في قائمة المجمع أهمية، لتصدر عن الكرسي الرسولي بمرسوم من البابا. وغالبًا ما يكون اسم المطران متوافقًا مع رغبة المجمع، أي الاسم الأول في القائمة، لكن للبابا حق اختيار الثاني أو الثالث، أو من خارج القائمة برمتها سيّما في أبرشيات المهجر الغير تابعة لولاية البطريرك. أما رسامة المطارنة، فتتم على يد البطريرك ويعاونه عدد من المطارنة بعد صدور مرسوم التعيين. وليس للمجمع إقالة المطارنة والأساقفة فهو بدوره حق محصور للبابا بناءً على اقتراح البطريرك، وإقالة البطريرك بناءً على اقتراح المجمع.

### مجلس المطارنة الموارنة
ينتخب المجمع من بين أعضاءه مجمعًا مصغرًا يدعى في الإعلام مجلس المطارنة الموارنة، ويكون أعضاءه عادة من مطارنة لبنان المقيمين قريبًا من الكرسي البطريركي في بكركي. يجتمع المجلس في يوم الأربعاء الأول من كل شهر، ويتداول في الشؤون الكنسيّة والعامة، ويصدر في ختام مداولاته بيانًا يتطرق فيه إلى رأيه في القضايا الكنسيّة والسياسيّة والاقتصادية الحاصلة. لعلّ أشهر بيانات المجلس، النداء الأول للمطارنة الموارنة الذي أعلن في سبتمبر عام 2000، ودعا فيه المجلس لسحب الجيش السوري من لبنان وتسليم سلاح حزب الله للدولة.

## مواقع خارجية
- دور مجمع الأساقفة.
- القائمة الكاملة لأعضاء مجمع الأساقفة.
- هيئات كنسية مشابهة: المجمع المقدس للكنيسة القبطية الأرثوذكسية

- هيئات كنسية مشابهة:المجمع المقدس (روسيا)